# Rolf Wærn
Werner Rudolf (Rolf) Pius Wærn, född den 12 november 1847 i Hova socken, Skaraborgs län, död den 24 oktober 1913 i Ulricehamn, var en svensk jurist. Han var son till Jonas Wærn.
Wærn blev student vid Uppsala universitet 1865 och avlade juris utriusque kandidatexamen där 1874. Han blev vice häradshövding 1877, fiskal i Svea hovrätt 1883, assessor där 1884, tillförordnad revisionssekreterare 1884, konstituerad revisionssekreterare 1886 och ordinarie revisionssekreterare 1888. Wærn var häradshövding i Kinds och Redvägs domsaga från 1897 till sin död. Han blev riddare av Nordstjärneorden 1889.